# 马来蜥属
马来蜥属（学名：Aphaniotis），也称阿帆攀蜥属，是飞蜥科下的一个属。

## 下属物种
本属包括以下物种：
- Aphaniotis acutirostris Modigliani, 1889
- Aphaniotis fusca (Peters, 1864)
- Aphaniotis ornata (Lidth De Jeude,